# Martha Stewart (atriz)
Martha Stewart (7 de outubro de 1922 — 17 de fevereiro de 2021) foi uma atriz norte-americana. Ela é mais conhecida por atuar ao lado de Humphrey Bogart no clássico noir No Silêncio da Noite (1950).

## Biografia
Embora tenha nascido em Bardwell extremo oeste de Kentucky, Martha Stewart foi criada no Brooklyn, Nova York. Antes de se tornar atriz de cinema e televisão, foi cantora. Seu primeiro trabalho artístico como foi em um musical na Broadway, já no cinema sua estreia se deu no filme Doll Face de 1945, ao lado de Carmen Miranda e Vivian Blaine. 
Em 1957, Stewart foi interpretada por Mitzi Gaynor no drama biográfico Chorei Por Você  que conta a história de Joe E. Lewis, popular comediante e cantor americano com quem foi casada. Seu último trabalho foi em Surf Party (1964), depois deste, Martha Stewart aposentou-se definitivamente.

## Vida pessoal
Em 1946, Martha Stewart casou-se com o cantor e comediante Joe E. Lewis, a relação terminou em divorcio dois anos depois, já com o ator o George O'Hanlon o casamento durou de 1949 até 1952, quando se divorciaram. Seu último marido foi Jonathan Crowne com quem viveu de 1952 até sua morte em 2004.
O filho dela, o guitarrista David Shelley Jr., morreu de câncer em 2015.

## Morte
Ela morreu em 17 de fevereiro de 2021 aos 98 anos.

## Filmografia
- Surf Party (1964)
- Aaron Slick from Punkin Crick (1952)
- Convicted (1950)
- In a Lonely Place (1950)
- Are You with It? (1948)
- Daisy Kenyon (1947)
- I Wonder Who's Kissing Her Now (1947)
- Johnny Comes Flying Home (1946)
- Doll Face (1945)